# Houshang Ebtehaj
Houshang Ebtehaj (en perse : هوشنگ ابتهاج, nom de plume H. E. Sayeh, en perse :  ه. ا. سایه, littéralement « Ombre »), né le 25 février 1928 à Racht et mort le 10 août 2022 à Cologne, est un poète iranien. 

## Biographie
Houshang Ebtehaj naît le 25 février 1928 à Racht (Iran) où il suivra son école primaire avant de déménager à Téhéran. Racht, est alors l’une des villes du nord du pays où les idées progressistes sont les plus répandues avec les premières écoles pour filles, les premières troupes de théâtre et les premiers groupes de sociaux-démocrates. Comme beaucoup de jeunes de sa génération, Sayeh  croit au changement lors la nationalisation du pétrole avant le coup d’état américain de 1953 et s’était alors rapproché de la jeunesse progressiste et communiste. Il se lie d'amitié avec le poète Morteza Keyvan (en) membre du Parti communiste d’Iran « Toudeh », exécuté après la police du Chah d'Iran à la suite de l'opération Ajax. 
Sayeh commence à écrire dès l’âge de treize ans et publie en 1946 son premier recueil de poèmes  introduit par le poète Mehdi Hamidi Shirazi, alors qu'il n'a que dix-neuf ans. Durant la période d'après-guerre, Sayeh, orienté à gauche et considéré comme un poète issu du peuple, est impliqué dans plusieurs cercles littéraires et contribue à diverses revues comme Sokhan, Kavian, Sadaf ou Maslehat. Tout en poursuivant ses activités littéraires, il a été employé de la compagnie nationale de ciment pendant vingt-deux ans. Plus tard, la radio nationale iranienne l'invitait à produire les programmes de musiques traditionnelles « Golhaye Taze » et « Golchin Hafte ». Un certain nombre de ses poèmes lyriques sont interprétés par des chanteurs iraniens célèbres comme Mohammad Reza Shajarian, Alireza Eftekhari et Shahram Nazeri.
Sayeh démissionne de ses fonctions après la répression par l’armée du chah du « Vendredi noir », le 8 septembre 1978, à Téhéran, qui fait des dizaines de victimes, événement précurseur de la révolution iranienne qui met fin au régime du Chah moins d'un an plus tard.
À la suite de la répression consécutive à la révolution iranienne de 1979, Sayeh est arrêté en 1983 en raison de sa proximité avec le Parti communiste d’Iran Tudeh, lorsque le régime lança la répression des forces de l’opposition. Il passe une année à la prison d’Evin à Téhéran. Durantvson incarcération, en 1984, Sayeh écrit un poème devenu depuis célèbre, à propos d’un arbre de Judée, « Arghavan » (le Pourpre). Il est libéré au bout d'un an après, grâce à l’intervention, selon certaines sources, du poète Shahriar Mandanipour auprès de l’Ayatollah Khamenei.
Après sa libération, il commence à travailler sur « Hafez par Sayeh », une étude vers par vers des écrits de Hafez. En 1987, il déménage avec sa famille à Cologne (Allemagne) où il a vécu jusqu'à sa mort.
Un certain nombre de ses poèmes lyriques, ballades et poèmes ont été interprétés par des chanteurs iraniens célèbres tels que Mohammad Reza Shajarian, Alireza Eftekhari, Shahram Nazeri, Hossein Ghavami et Mohammad Esfahani,. Tout au long de sa vie, il rêve de justice et de liberté, et a dit avant de mourir ne pas regretter ses idéaux humanistes.
Il meurt à Cologne le 10 août 2022. Ses obsèques se déroulent pendant deux jours le 25 et 26 août, à Téhéran puis à Racht, sa ville d'origine, devant des milliers d'Iraniens venus lui rendre hommage

## Ouvrages

### Poésie
- Premiers chants, 1946 (نخستین نغمه‌ها)
- Mirage, 1951 (سراب)
- Sombres travaux I, 1953 (سیاه مشق ۱)
- Nocturne, 1953 (شبگیر)
- Terre, 1955 (زمین)
- Pages de la nuit la plus longue, 1965 (چند برگ از یلدا)
- Sombres travaux II, 1973 (سیاه مشق ۲)
- Jusqu'à l'aube de la nuit la plus longue, 1981 (تا صبح شب یلدا)
- Mémorial au sang du cyprès, 1981 (یادگار خون سرو)
- Sombres travaux III, 1985 (سیاه مشق ۳)
- Sombres travaux IV, 1992 (سیاه مشق ۴)
- Miroir en miroir, 1995 (آینه در آینه)
- Découragé, 2006  (تاسیان)

### Autres
- Hafez, par Sayeh, 1994 (حافظ به سعی سایه)

Note : les noms traduits ne sont pas officiels, ces ouvrages n'ayant pas encore fait l'objet d'une traduction française.

## Études consacrées à Houshang Ebthehaj
- (en) Fazel Abbaszadeh, Reyhaneh Homayouni, Investigating Tools and Musical Instruments in Lyrics of Shahriar and Houshang Ebtehaj, 2015, International Journal of Humanities and Cultural Studies
- (en) Fatemeh Taheri, Fatemeh Hajirahimi, Analytic study of some poems of Amir Houshang Ebtehaj compared with major poems of Manuchehr Atashi, 2016, European Online Journal of Natural and Social Sciences: Proceedings